# تل ياسطي
تل ياسطي قرية سوريّة تتبع إداريّاً لمحافظة حلب منطقة منبج ناحية مركز منبج، بلغ تعداد سكانها 1,646 نسمة حسب التعداد السكاني لعام 2004.